# Trotta
Trotta é um filme alemão de 1971, do gênero drama de guerra, dirigido por Johannes Schaaf, com roteiro de Maximilian Schell e do próprio diretor baseado no romance O Túmulo do Capuchinho, de Joseph Roth.
Foi selecionado como representante da Alemanha Ocidental à edição do Oscar 1972, organizada pela Academia de Artes e Ciências Cinematográficas.[carece de fontes?]

## Elenco
- András Bálint - Trotta
- Elma Bulla
- Rosemarie Fendel - Almarin
- István Iglódi
- Doris Kunstmann - Elisabeth Kovacs
- Tamás Major
- Liliana Nelska
- Mari Törőcsik